# Sainte-Alvère-Saint-Laurent Les Bâtons
Sainte-Alvère-Saint-Laurent Les Bâtons is een voormalige gemeente in het Franse departement Dordogne in de regio Nouvelle-Aquitaine. De gemeente is op 1 januari 2016 ontstaan door de fusie van de gemeenten Sainte-Alvère en Saint-Laurent-des-Bâtons. Reeds op 1 januari 2017 fuseerde Sainte-Alvère-Saint-Laurent Les Bâtons met de gemeente Cendrieux tot de gemeente Val de Louyre et Caudeau. 